# Noblagöl
Noblagöl är en sjö i Växjö kommun i Småland och ingår i Ronnebyåns huvudavrinningsområde.